# SBTRKT
SBTRKT (pronunciato "subtract"), nome d'arte di Aaron Jerome (...) è un musicista e produttore discografico britannico.

## Biografia
SBTRKT inizia la sua carriera come DJ nel club dell'est londinese "Plastic People" e si fa conoscere con alcuni remix di brani di musicisti come M.I.A., Radiohead, Modeselektor, Basement Jaxx, Mark Ronson, Underworld e Goldie. Inoltre, ha pubblicato due album in studio, diversi singoli ed EP, e la sua musica viene trasmessa su BBC Radio 1 e BBC Radio 6 Music.
Dal vivo SBTRKT suona col suo collaboratore Sampha e nei loro live usano batterie elettroniche e acustiche accanto a sample e mixer, mentre Sampha suona la tastiera e canta usando anche loop vocali.
SBTRKT è un alias usato per evidenziare il suo anonimato, infatti in una intervista afferma che non vuole parlare di sé come persona ma lasciare che la musica parli per lui. Per enfatizzare l'anonimato, durante le sue performance, SBTRKT indossa una maschera primitiva usata per le cerimonie creata dall'artista anonimo A Hidden Place.

## Discografia

### Come SBTRKT

#### Album in studio
- SBTRKT (27 giugno 2011) - Young Turks
- Wonder Where We Land (7 ottobre 2014) - Young Turks
- The Rat Road (5 maggio 2023) - AWAL

#### Singoli
- Break Off / Evening Glow (con Sampha) (2010) - Ramp Recordings
- Midnight Marauder (con Sinden) (2010) - Grizzly
- Soundboy Shift (2010)
- Nervous (con Jessie Ware) (2010) - Numbers
- Living Like I Do (feat. Sampha) (2011, 12" Ltd)
- Ready Set Loop / Twice Bitten (2011, 12" Ltd, Gre) - SBTRKT
- Wildfire (feat. Little Dragon) (2011, 12" Ltd)
- Pharaohs (feat. Roses Gabor) (2011)
- Hold On (feat. Sampha)  (2012, 12" Ltd)
- Temporary View (feat. Sampha) (2014)
- New Dorp. New York. (feat. Ezra Koenig) (2014)
- I Feel Your Pain (feat. DRAM e Mabel) (2016)

EP
- Musik Lace (2009)
- 2020 (2009) - Brainmath Records
- Step in Shadows (2010)
- Transitions I (2014)
- Transitions II (2014)
- Transitions III (2014)

Altro
- LAIKA (2009) - Brainmath Records
- Live (con Sampha) (2013)
- IMO (2013)
- 2o15 (2015)
- Save Yourself (2016)

### Come Aaron Jerome

#### Album in studio
- Time to Rearrange (2007)